# Yves Coppens

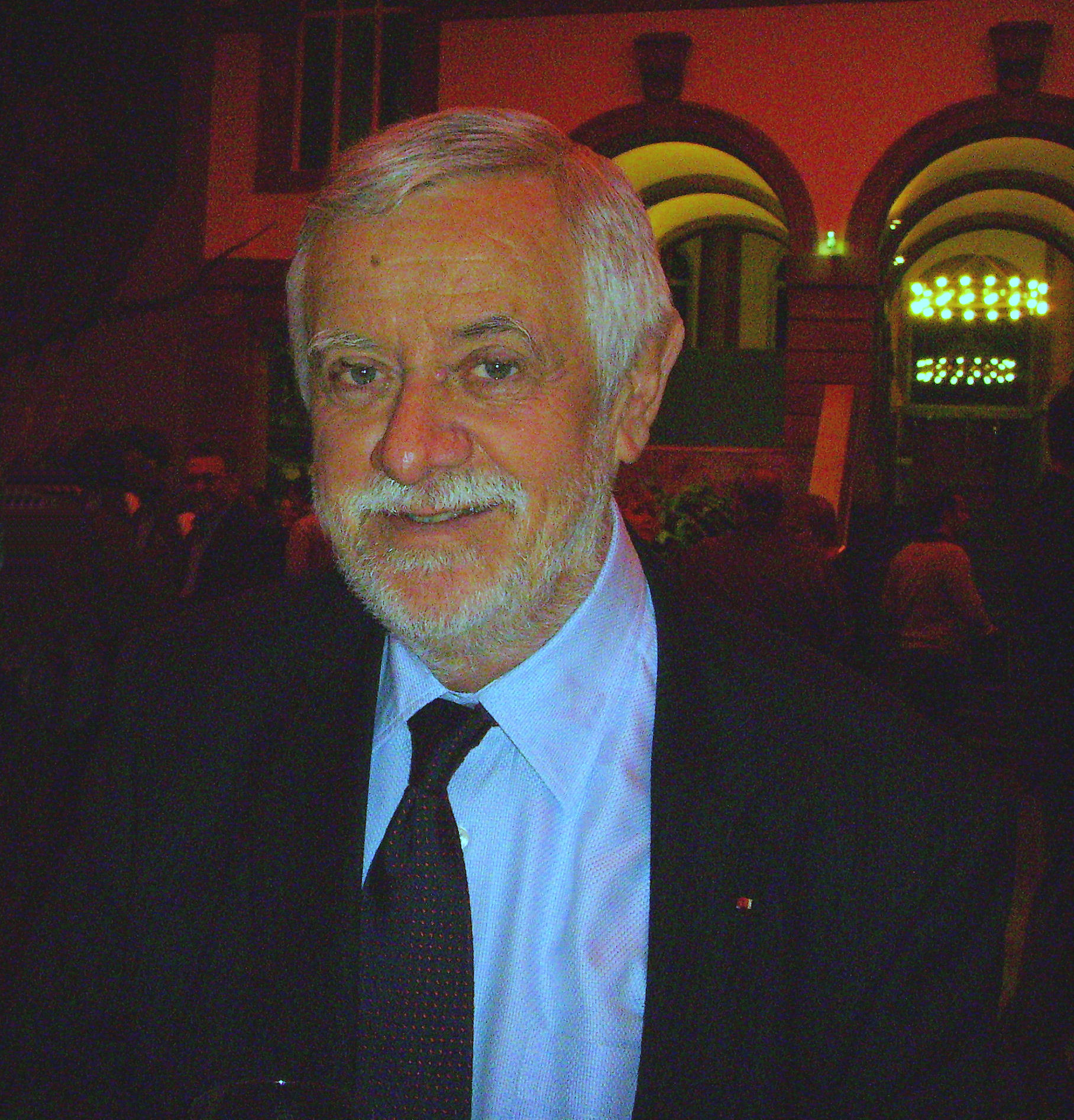
Yves Coppens (2006)

Yves Coppens (* 9. August 1934 in Vannes; † 22. Juni 2022) war ein französischer Paläontologe und Paläoanthropologe. Er war Professor am Collège de France, Mitglied der Académie des sciences und galt als der bedeutendste französische Forscher auf dem Gebiet der Stammesgeschichte des Menschen und generell der Säugetiere. Gemeinsam mit Donald Johanson und Tim White veröffentlichte er 1978 die Erstbeschreibung des Australopithecus afarensis und war daher gleichermaßen führend an der Erforschung des 1974 in Äthiopien entdeckten Skeletts eines Australopithecus afarensis beteiligt, das unter dem Namen „Lucy“ berühmt wurde.

## Werdegang
Nach seiner Schulausbildung in Rennes und dem Studium der Naturwissenschaften und der Archäologie an der Sorbonne in Paris ging Yves Coppens (gesprochen: Koppénns) 1956 ans Pariser Centre national de la recherche scientifique (CNRS) und wurde am Institut für Paläontologie der Sorbonne tätig sowie ab 1969 als Vize-Direktor am Muséum national d’histoire naturelle und am Musée de l’Homme.
Jahrelang hielt er sich mehr als die Hälfte des Jahres zu Forschungsaufenthalten in Afrika und Asien auf, wodurch ab 1960 unter seiner Führung mehrere Dutzend Tonnen Tierfossilien eingesammelt wurden; ab 1969 war er als Nachfolger von Camille Arambourg auch Leiter des französischen Teams der Omo Research Expedition in Äthiopien. Zu den geborgenen Fossilien gehörten u. a. rund tausend fossile Überreste von frühen Vormenschen und anderen Vorfahren des heutigen Menschen, darunter Australopithecus afarensis, Paranthropus aethiopicus, Orrorin tugenensis und drei weitere neue Arten. Seine zahllosen Tierfunde insbesondere aus der Zeit von vor 4 bis 2 Millionen Jahren trugen u. a. zu einer lückenlosen Beschreibung der Evolution der Schweineartigen (Suina) und der Pferde (Equidae) sowie der Flusspferde bei. Aus dem Formenwandel dieser Gruppen konnte später auf ökologische Veränderungen in Afrika geschlossen werden, die auch eine entscheidende Rolle für die Menschwerdung spielten. Außerhalb von Fachkreisen bekannt wurde Coppens nach der Veröffentlichung der Erstbeschreibung von „Lucy“ und der aus diesem Fund letztlich abgeleiteten neuen Hominiden-Art Australopithecus afarensis. In seinem Buch The Ancestor’s Tale schrieb Richard Dawkins, dass Coppens in seiner Heimat als der Entdecker von „Lucy“ gilt, während dies in den USA Donald Johanson zugeschrieben wird (der das Skelett gemeinsam mit dem damaligen Postdoktoranden Tom Gray am 24. November 1974 fand).
1979 wurde Yves Coppens zum Direktor des Musée de l’Homme berufen, 1980 zum Professor für Anthropologie am Muséum national d’histoire naturelle und 1983 zum Professor für Paläoanthropologie am Collège de France. Er veröffentlichte seine Forschungsberichte meist in französischer Sprache, weswegen er im englischen Sprachgebiet und in Deutschland weniger bekannt wurde als englisch publizierende Paläoanthropologen.

## Forschungsthemen

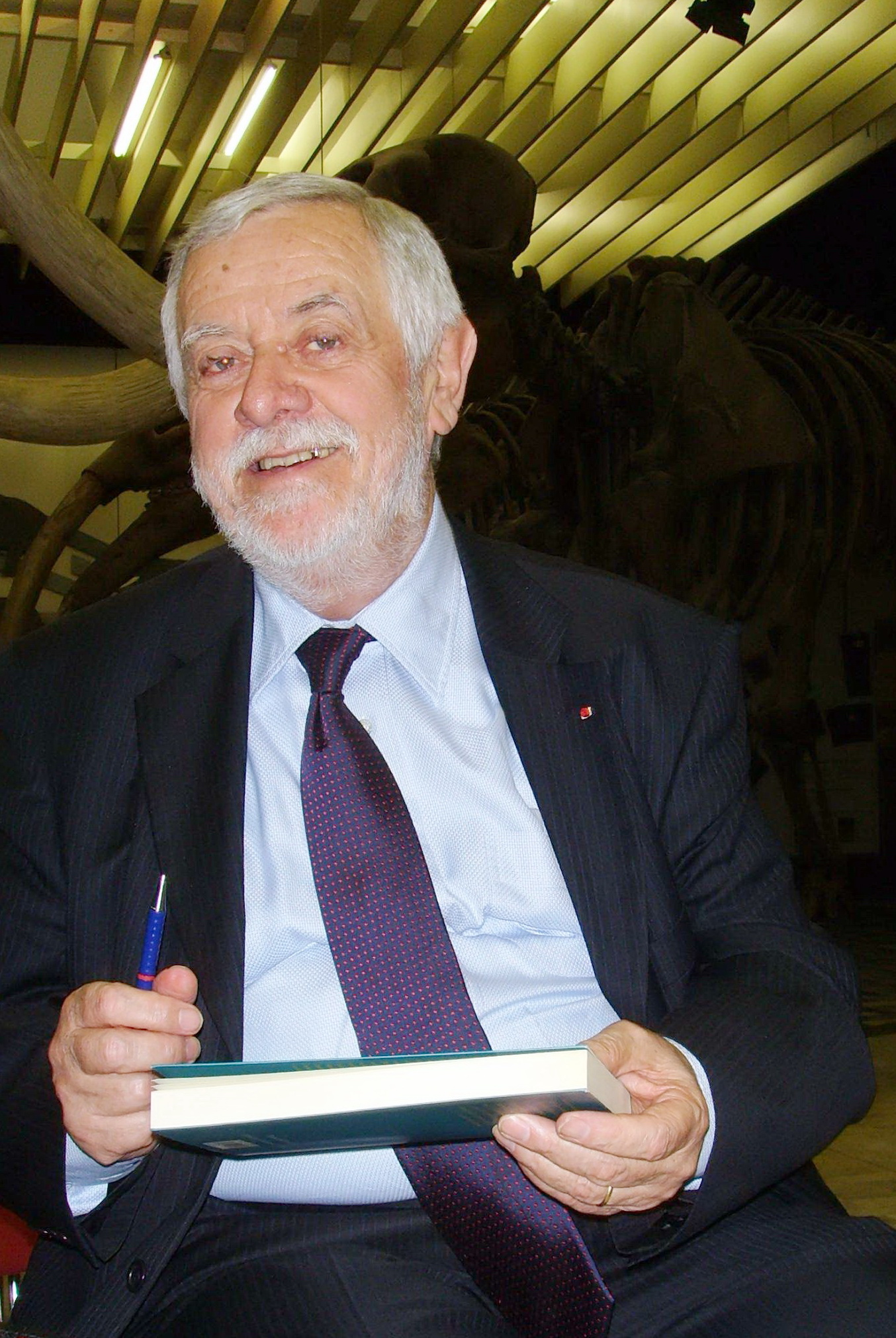
Prof. Yves Coppens im Frankfurter Senckenberg-Museum (Nov. 2006)

Neben intensiver Feldforschung betätigte sich Coppens auch als Evolutions-Theoretiker. 1983 erörterte er unter dem Motto East Side Story als erster Forscher eine ökologische Hypothese, welche Umstände vor acht Millionen Jahren zur Abtrennung der Hominini von den Vorfahren der Schimpansen geführt haben könnten. Die Bezeichnung East Side Story spielt darauf an, dass zu jener Zeit das Rift Valley entstand, das eine vorher einheitliche Population trennte. Dies – so die Hypothese – könnte zur Folge gehabt haben, dass auf der Westseite des Grabenbruchs die Menschenaffen entstanden und auf der Ostseite die Vormenschen. Neuere Fossilfunde u. a. im Tschad haben diese Hypothese inzwischen zwar stark relativiert, sie hatte jedoch den Weg zu intensiven Studien über den Zusammenhang von Klimawandel und Artenentstehung eröffnet.
1999 folgte ein Erklärungsversuch für die Entfaltung der Australopithecinen und die Entstehung der Gattung Homo in der Omo-Region von Äthiopien. Aufgrund seiner zahlreichen Tierfossilien-Funde aus der Zeit vor 4 bis 2 Millionen Jahren konnte Yves Coppens nachweisen, dass vor ca. 2,7 Millionen Jahren eine lang anhaltende ökologische Veränderung – die Region wurde allmählich immer trockener und steppenartiger – zum Verschwinden zahlreicher Tierarten und zu erheblichen Veränderungen am Knochenbau der verbleibenden Arten führte. So reduzierten beispielsweise die Pferde die Zahl ihrer Zehen (eine Anpassung an den harten Steppenboden), bei anderen Pflanzenfressern zeigten die Zähne eine allmähliche Anpassung an härtere Gräser. Parallel zu dieser Entwicklung war nachweisbar, dass aus den frühen Australopithecinen zwei unterschiedliche Nachfolgearten hervorgingen: zum einen Australopithecus robustus, zum anderen (laut Coppens möglicherweise über Australopithecus anamensis) die bislang unbekannten ersten Vertreter der Gattung Homo. Auf Yves Coppens geht somit die heute allgemein anerkannte Hypothese zurück, dass Australopithecus robustus infolge einer Anpassung speziell seiner Kauwerkzeuge an eine Kost von härteren Steppengräsern aus den grazilen, frühen Australopithecinen hervorging, während die Gattung Homo infolge des zunehmend aufrechten Gangs, des hierdurch bedingten Freiwerdens der Hände für andere Aufgaben als die Fortbewegung und einer schließlich nachfolgenden Vergrößerung ihres Schädelvolumens (und – damit verbunden – des Gehirns) sich mit Hilfe von Werkzeuggebrauch an die veränderten ökologischen Bedingungen Ostafrikas anpasste.
Yves Coppens war 2002 einer der Co-Autoren der Erstbeschreibung von Sahelanthropus.
Im Jahr 2002 wurde er auf ausdrücklichen Wunsch des französischen Staatspräsidenten Jacques Chirac zum Leiter einer in der Öffentlichkeit als Commission Coppens bekannt gewordenen Arbeitsgruppe berufen. Deren Aufgabe bestand darin, eine Umwelt-Charta zu erarbeiten um die französische Verfassung mit Vorgaben für den Umweltschutz zu ergänzen. Dieses herausgehobene Ehrenamt sowie mehrere zur Hauptsendezeit im französischen Fernsehen ausgestrahlte Filme zu paläontologischen Themen führten dazu, dass Yves Coppens im Alter von 70 Jahren in seinem Heimatland zum bekanntesten Naturwissenschaftler Frankreichs wurde.

## Auszeichnungen
Yves Coppens wurde vielfach geehrt, u. a. mit der Goldmedaille des Kaisers von Äthiopien (1973), dem Grand prix Jaffé der Académie des Sciences (1974), dem Grand prix scientifique der Fondation de France (1975), dem Kalinga-Preis der UNESCO (1984) und der Carl Gustaf Bernhard-Medaille der Königlich Schwedischen Akademie der Wissenschaften (1997). Er ist ferner Ehrendoktor der Universitäten von Bologna, Liège, Mons und Chicago.
Im Jahr 1985 wurde er Ehrenmitglied (Honorary Fellow) der Royal Society of South Africa. Seit 1988 war er ordentliches Mitglied der Academia Europaea und seit 1992 assoziiertes Mitglied der Académie royale des Sciences, des Lettres et des Beaux-Arts de Belgique. Am 15. Juli 2014 wurde Coppens zum Mitglied der Päpstlichen Akademie der Wissenschaften berufen.
Am 21. März 2008 wurde ein Asteroid nach ihm benannt: (172850) Coppens.

## Schriften (Auswahl)
- Earliest Man and Environments in the Lake Rudolf Basin: Stratigraphy, Paleoecology and Evolution (Prehistoric Archaeology and Ecology). University of Chicago Press, 1976, ISBN 0-226-11579-8.
- mit D. C. Johanson und T. D. White: A new Species of the Genus Australopithecus (Primates: Hominidae) from the Pliocene of Eastern Africa. Kirtlandia, Nr. 28, 1978.
- The differences between Australopithecus and Homo: preliminary conclusion from the Omo Research Expedition’s studies. In: Current Argument on Early Man, report from a Nobel symposium. Pergamon press, 1980, S. 207–225.
- mit M. Brunat, A. Beauvilain et al.: The first australopithecine 2500 kilometres west of the Rift Valley. In: Nature. Band 378, 1995, S. 273–275.
- mit B. Senut u. a.: First hominid from the Miocene (Lukeino formation, Kenya). In: C. R. Acad. Sci., Band 332, Paris 2001, S. 137–144.
- Lucys Knie. dtv, 2002, ISBN 3-423-24297-3.
- East Side Story, the origin of Humankind. In: Scientific American. April 1994, S. 88–95.
- Die Wurzeln des Menschen. Das neue Bild unserer Herkunft. Ullstein Taschenbuchverlag, 1987, ISBN 3-548-34426-7.
- Der Ursprung des Menschen. Aus dem Französischen von Ilse Rothfuß. Mit Illustrationen von Sacha Gepner. Carl Hanser Verlag, München 2008, ISBN 978-3-446-23087-3.
- Die Geschichte der Affen. Aus dem Französischen von Stephanie Singh. Mit Illustrationen von Sacha Gepner. Carl Hanser Verlag, München 2010, ISBN 978-3-446-23466-6.
- Das Leben der frühen Menschen. Aus dem Französischen von Ursula Held. Mit Illustrationen von Sacha Gepner. Carl Hanser Verlag, München 2011, ISBN 978-3-446-23617-2.

## Belege
1. ↑  Yves Coppens, codécouvreur de Lucy et visage de la paléontologie française, est mort. In: Le Monde. 22. Juni 2022, abgerufen am 22. Juni 2022 (französisch).
2. ↑  Camille Arambourg und Yves Coppens: Sur la decouverte dans le Pleistocene inferieur de la valle de l’Omo (Ethiopie) d’une mandibule d’Australopithecien. In: Comptes Rendus des seances de l’Academie des Sciences. Band 265, 1968, S. 589–590 
 Camille Arambourg und Yves Coppens: Decouverte d’un Australopithecien nouveau dans les gisements de l’Omo (Ethiopia). In: South African Journal of Science. Band 64, 1968, S. 58–59
3. ↑  Michel Brunet u. a.: A new hominid from the Upper Miocene of Chad, Central Africa. In: Nature, Band 418, 2002, S. 145–151, doi:10.1038/nature00879
4. ↑  Royal Society of South Africa: Honorary Fellows. (Memento vom 9. Oktober 2015 im Internet Archive)
5. ↑  Mitgliederverzeichnis: Yves Coppens. Academia Europaea, abgerufen am 31. August 2017 (englisch).
6. ↑  Académicien décédé: Yves Coppens. Académie royale des Sciences, des Lettres et des Beaux-Arts de Belgique, abgerufen am 28. August 2023 (französisch).
7. ↑  The Pontifical Academy of Sciences: Yves Coppens. (Memento vom 3. Februar 2018 im Internet Archive)
8. ↑  (172850) Coppens in der Small-Body Database des Jet Propulsion Laboratory (englisch).

| Personendaten    | Personendaten                                    |
| ---------------- | ------------------------------------------------ |
| NAME             | Coppens, Yves                                    |
| KURZBESCHREIBUNG | französischer Paläontologe und Paläoanthropologe |
| GEBURTSDATUM     | 9. August 1934                                   |
| GEBURTSORT       | Vannes                                           |
| STERBEDATUM      | 22. Juni 2022                                    |